# Braadspit
Een braadspit is een werktuig dat gebruikt wordt om een stuk vlees rond te draaien tijdens het braden, met als bedoeling een groot stuk vlees zeer gelijkmatig te garen, zonder het aan te laten branden. Het braden kan gebeuren boven een barbecue of naast een gasvuur of een elektrisch vuur. Het spit kan manueel aangedreven worden of met een elektrische motor. Vroeger werd een spit gemaakt van een paar takken die naast (niet boven) het vuur werden gestoken, en in het vlees. Op deze manier werd het regelmatig met de hand gedraaid.
Voorbeelden zijn: varken/hesp aan het spit, de geroosterde kippen die op vele markten en foren te koop zijn, tot het pitavlees in de pitazaken.

## Zie ook

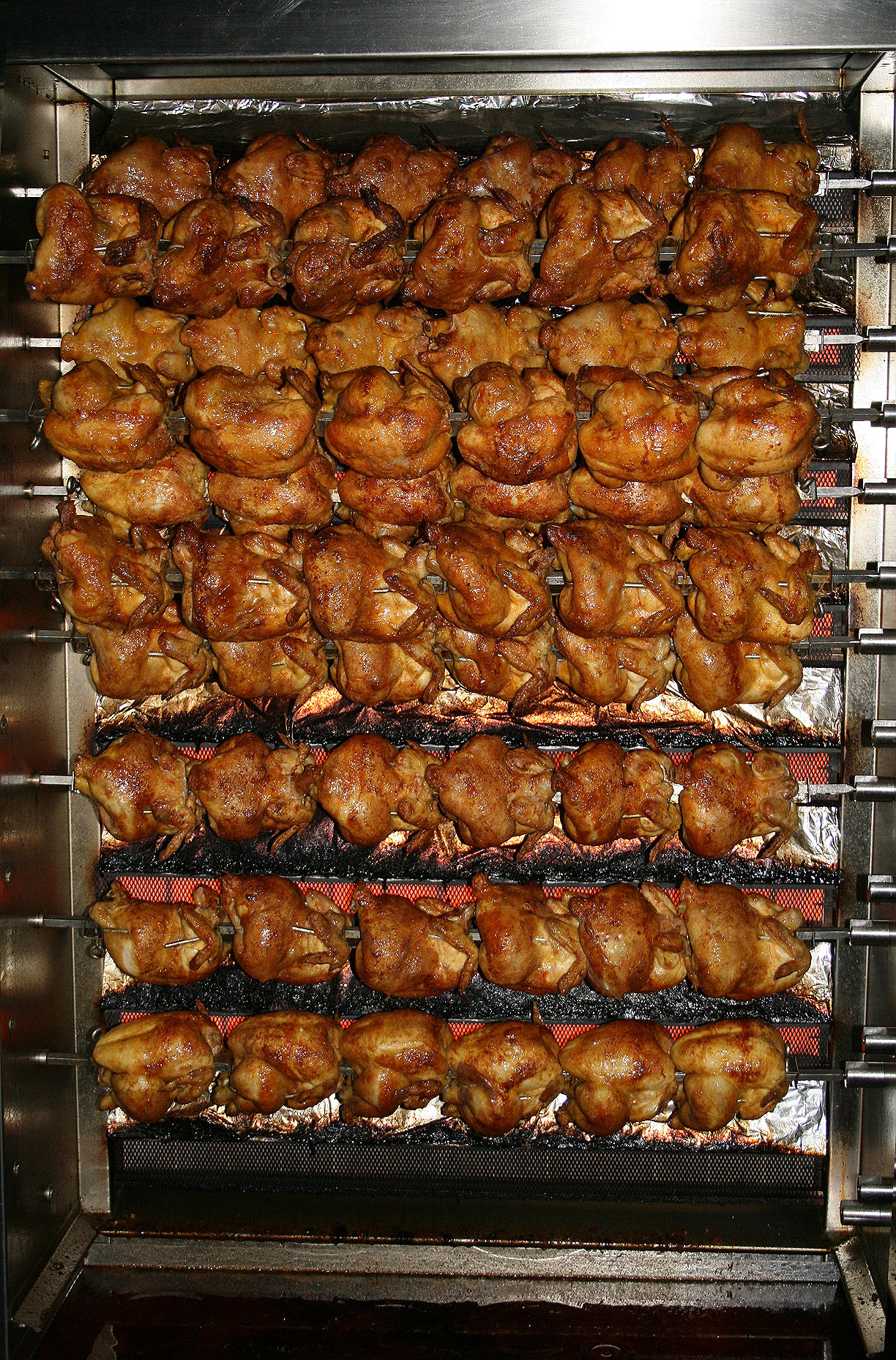
Kip aan het spit
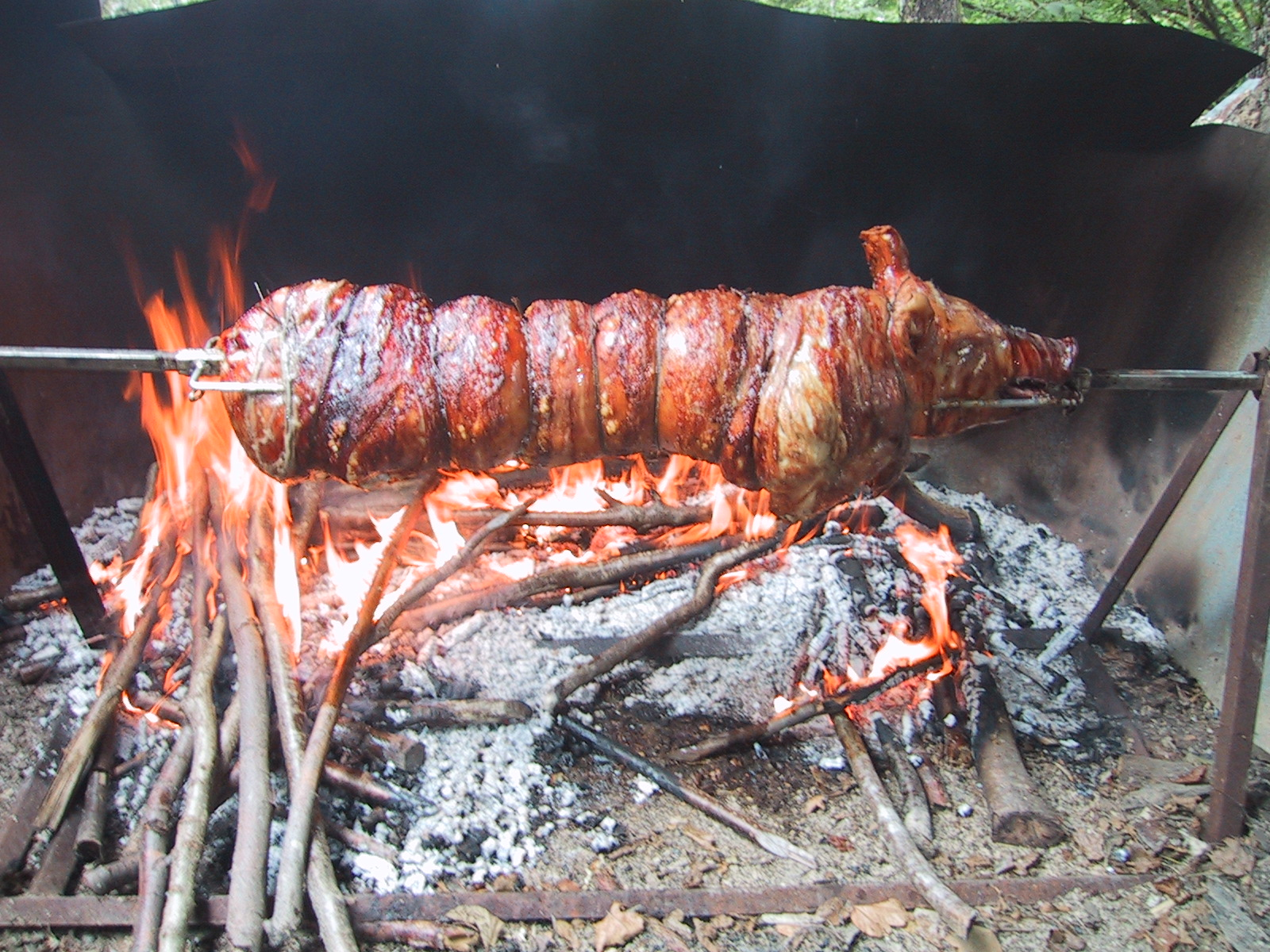
Speenvarken aan het spit
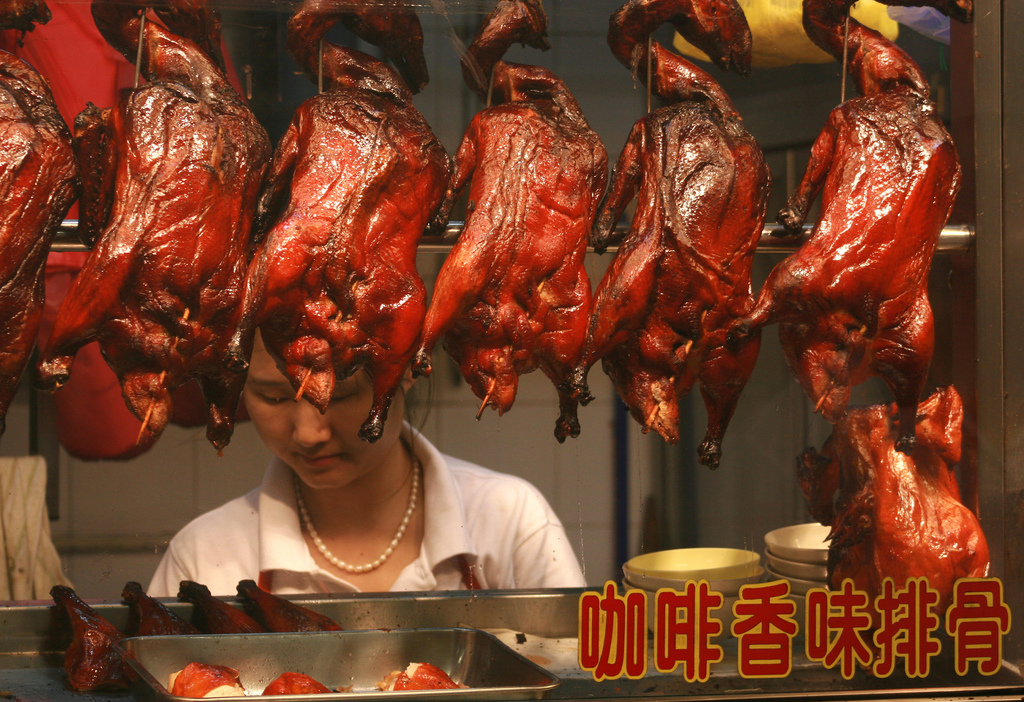
Eend aan het spit
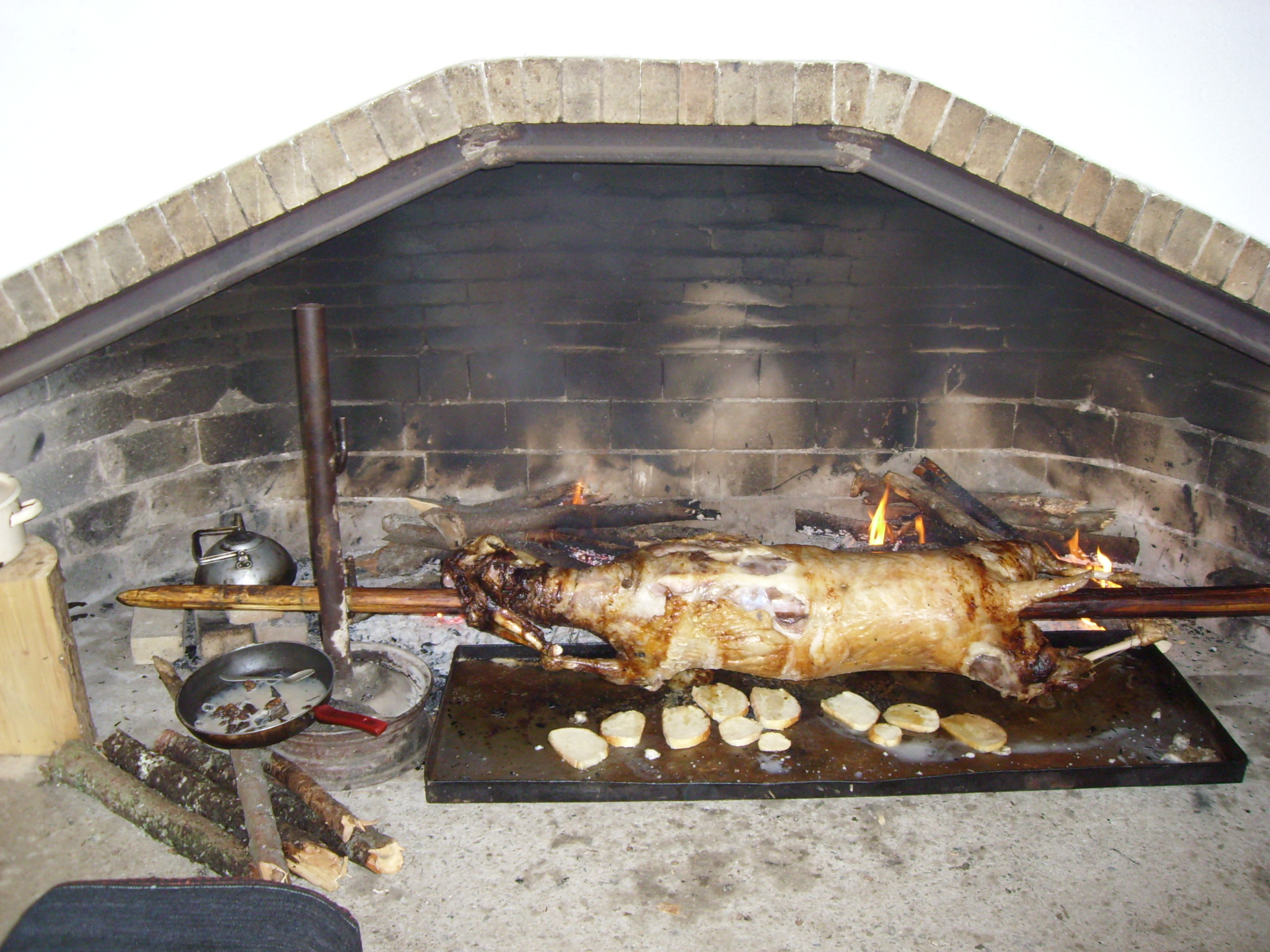
Lam aan het spit
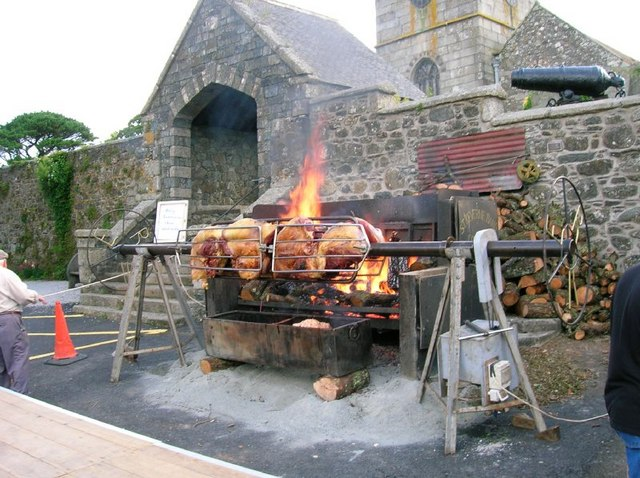
"Ox Roast"